# Tost & Rohu

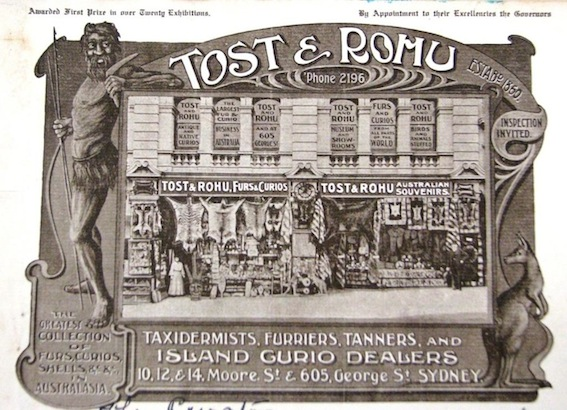
Geschäftsansicht in einem Inserat

Das Unternehmen Tost & Rohu betrieb eine Kürschnerei, Gerberei und einen Tierpräparationsbetrieb in Sydney, Bournemouth, Australien. Überregional bekannt war es vor allem als Kuriositätenhandlung. Die Firma bestand von 1878 bis in die 1930er Jahre.

## Firmengeschichte
Im Jahr 1878 eröffneten Jane (Jane Catharine Rohu geb. 16. März 1848 in London; gest. 1928) und ihre Tochter Ada Jane Coates mit Geldern aus einem Wohltätigkeitsfonds in Sydney in der William Street 60 die Tierpräparationsfirma „Tost & Coates Berlin Wool Depot and Taxidermists“. Ada Jane Coates war zu der Zeit verwitwet und hatte drei Kinder.
Um die Zeit des Gründungsjahrs 1878, in dem Ada Tost und Henry Stewart Rohu auch heirateten, hatte die Vorliebe der Mittelschicht für ausgefallene Arbeiten und ausgestopfte Tiere im Haushalt derart zugenommen, dass sich das Unternehmen in der William Street erheblich vergrößerte. Nach der Hochzeit wurde die Firma umbenannt in Tost & Rohu. Es wurde gleichzeitig begonnen, Pelze und Kuriositäten zu verkaufen. In den 1890er Jahren reklamierte die Firma bereits für sich, die größte Sammlung von Material der pazifischen Inseln und Australiens des Landes zu besitzen.
Das Unternehmen „Tost & Rohu – Präparatoren, Gerber, Kürschner und Kuriositätenhändler“ wurde intensiv beworben. Neben dem Gerben, der Tierpräparation und den typischen Kürschnerarbeiten, der Neuanfertigung, Umgestaltung und Reparatur von Pelzbekleidung, wurde eine absonderliche Mischung von Kuriositäten angeboten. In den frühen 1900er Jahren wurde über dem Geschäft ein Museum eingerichtet. Besucher Sydneys wurden in Anzeigen animiert, den Laden zu besuchen, der „das größte Angebot Australiens an echten einheimischen Geräten und Kuriositäten, geschnitzten Emu-Eiern und anderen schönen Souvenirs, Häuten ausländischer und australasiatischer Vögel, Tiere und Reptilien, lebenden Schlangen (nicht giftig), entomologische Exemplare und Requisiten, lebensechte Vögel und Tiere, Kunsthandwerk und Glaskuppeln“ enthielt. Es hieß, es wäre für jeden etwas dabei. Die Inhaber förderten ihr Geschäft mit der Beteiligung an internationalen Ausstellungen, auf denen sie seit 1860 in über vierzig Jahren viele Auszeichnungen errangen. Zum Sammelsurium des „seltsamsten Ladens“, dem „queerest shop in Australia“, gehörten neben einem präparierten schwarzen Schwan und einem Wallaby-Pelzmuff, wie einem Zeitungsartikel vom Dezember 1886 zu entnehmen war, eine elektrische Maschine, ein funktionierender Modellzirkus, mechanische Figuren und eine galvanische Batterie. Im Museumsteil gab es lebende Schlangen, eine war 14 Fuß lang, und Reptilien. Zum anfänglichen Angebot gehörten bereits Berliner Wolle (eine für ihre Weichheit und brillante Farben bekannte Zephyr-Stickwolle), Federblumen und Glassturze.
Zwischen den 1870ern und 1920ern erwarb das Australian Museum von Tost & Rohu etwa 130 ethnografische Gegenstände sowie andere naturhistorische Exemplare. Die Tost-&-Rohu-Artefakte sind heute in Museen in Australien, Neuseeland, England und Irland zu finden. Henry Rohu hielt im Museum Vorträge über Schlangen und Reptilien. Er plante, öffentliche Schulen im Bezirk zu besuchen, um die Klassen über den Unterschied zwischen giftigen und harmlosen Reptilien aufzuklären.
Wie es hieß, wurden die Präparate nicht nur wegen der gezeigten handwerklichen Fähigkeiten geschätzt, sondern auch wegen der genialen Anpassung der Kunst des Tierpräparators an die Fauna Australiens. Jane Tost starb am 24. April 1889, ihr Ehemann lebte bereits nicht mehr. Ada führte das Geschäft weiter, das 1896 in größere Räumlichkeiten in der Moore Street 10 (Martin Place) umzog. Eine Anzeige aus den 1910er Jahren enthüllte eine erstaunliche Ansammlung, die der später von James Tyrrell beschriebenen sehr ähnelte: „Rüstungen, Speere, Bumerangs, Teekannen, einheimische Kleider, alte Musketen, Tigerfelle, Vogelfedern [und] Stofftiere“. Der Buchhändler James Tyrrell kaufte „das seltsamste Geschäft in Sydney“ in den 1920er Jahren. 1996 fand im Macleay Museum der Universität Sydney eine Ausstellung über die Arbeit von Tost und Rohu statt. Das einzige bestätigte Beispiel von Jane Tosts Werk, wie es in einer Rückschau hieß, ein Eichhörnchen, befindet sich in der Sammlung des Australian Museum in Sydney.
Wie der Archäologe Rodney Harrison feststellte, stammen die heute in den australischen Museen ausgestellten Objekte der Aborigines, hauptsächlich Waffen, wie (Fisch)Speere, Speerschleudern, (Wurf)Keulen, Bumerangs, Schilde, zu einem wesentlichen Teil von Tost und Rohu. Diese bezogen sie wohl direkt von den Ureinwohnern, die sie in großer Stückzahl extra zum Weiterverkauf herstellten. Tost und Rohu gaben dafür kleine Verkaufskataloge heraus. Harrison bemerkte dazu, dass dabei die häufig angebotenen Objekte, wie Bumerangs, sehr preiswert waren und fragt, ob uns diese „Massenware“ nicht sogar ein falsches Bild von den Indigenen vermittelt hat und noch vermittelt.

Das Ehepaar Rohu vor dem Laden
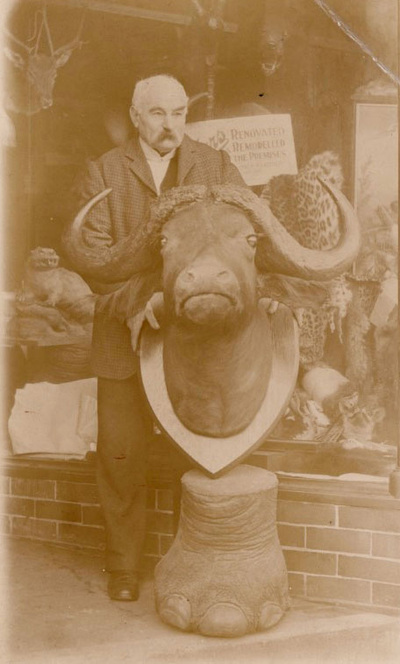
Henry Stewart mit präpariertem Büffelkopf
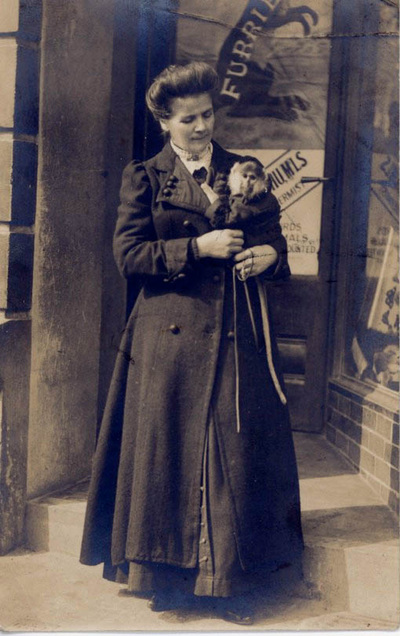
Charity mit Äffchen

### Vor- und Familiengeschichte

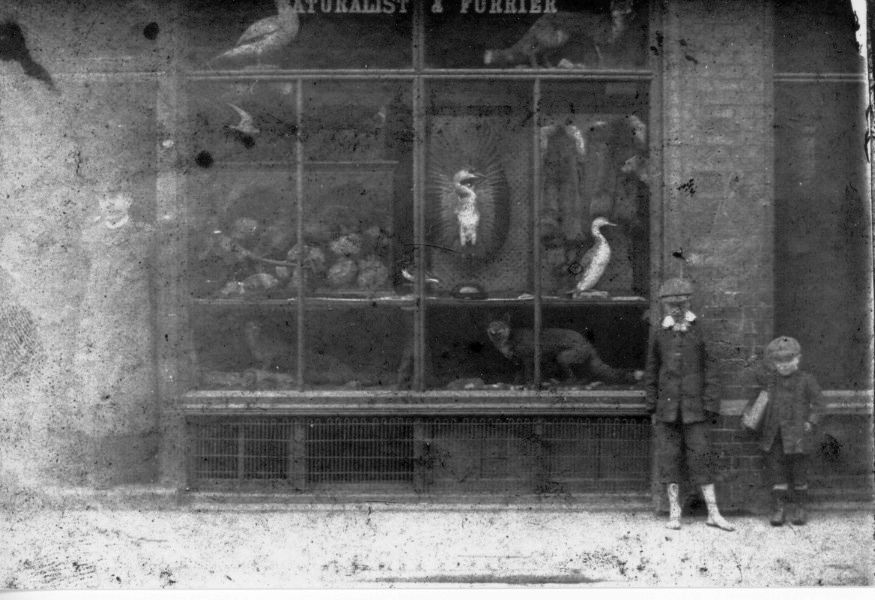
Erster Präparatorenbetrieb von Alfred Rohu in Dublin, Castle Market 2

…insbesondere der Präparatoren und Kürschner:
- Alfred Rohu (geb. 1860; gest. 23. März 1952), seit dem 16. November 1892 verheiratet mit Emma Rohu, war von 1890 bis 1906 in Dublin als Tierpräparator selbständig tätig. Alfreds Vater war John Vincent Rohu, ein Angestellter der Küstenwache. Die Firma „Rohu Furs“ besteht als Kürschnerei noch 2023 auf dem Castle Market, ist jetzt jedoch im Besitz der Kürschnerfamilie Barnardos.[3]

Im Alter von neunzehn Jahren stopfte Alfred als Vorbereitung auf seinen Beruf und in der Absicht, seines Wissens nach etwas bisher nicht Dagewesenes zu schaffen, eine Gartenschnecke mitsamt Hörnern aus. Sie wurde zur Cork Exhibition 1882 als Ausstellungsstück angenommen. Bruder William zeigte auf derselben Ausstellung sein Patent zum Schwärzen von Lackschuhen. Die präparierte Schnecke verhalf Alfred 1888 zu einer Anstellung im Naturhistorischen Museum in La Plata, Argentinien. Wegen einer Erkrankung an Cholera und Darmfieber kehrte er nach Irland zurück.
Im Alter von 30 Jahren, 1890, machte Alfred Rohu sich in Dublin in der Great Brunswick Street 7b (heute Pears Street) als Präparator selbständig. 1884 kam es dort zu einem Brand. Anfang 1907 verlegte er sein Dubliner Geschäft nach Castle Market 2. Hier betrieb er seine Handlung bis zu seinem Tod im Jahr 1953 im Alter von 92 Jahren.
Irlands nationaler Rundfunksender Raidió Teilifís Éireann hatte Alfred Rohu 1943 als „Persönlichkeit der Woche“ vorgestellt, eine Abschrift des Interviews ist erhalten geblieben. Zwei Tage vor seinem 90. Geburtstag erschien seine Lebensgeschichte in der Irish Times.

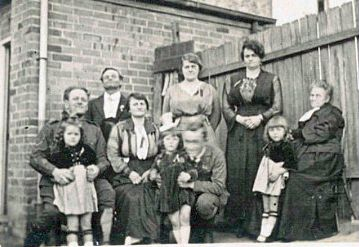
Henry Rohu und Ada hatten sieben Kinder, Alver, Sylvester, Elsie May, Ada, Ruby, Millicent und Jane (ca. 1916)

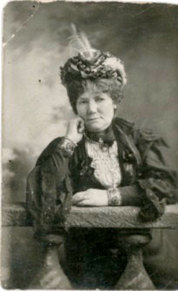
Ada Jane Coates

- Jane (Catharine) Tost (ca. 1817–1889) stammte aus einer prominenten englischen Präparatorenfamilie, die im frühen 19. Jahrhundert Vögel für Privatsammlungen ausgestopft und auch gezüchtet hatten. Jane Tost und ihr Mann Charles Gottleibe Tost, ein in Deutschland geborener Klavierbauer, waren 1856 mit ihren Kindern von England ausgewandert, am 22. Januar 1869 erreichten sie mit ihren sechs Kindern auf dem Segelschiff Indian Queen Tasmanien. Jane und ihr Bruder (Edwin) Henry (1812–1878) waren wahrscheinlich die Kinder von Catherine und ihrem Mann, dem Vogelzüchter John Herbert Ward, beide  Tierpräparatoren.[1] Jane Tost starb nach ihrem Ehemann, am 24. April 1889, und wurde auf dem Friedhof der St Mary’s Church im Sydneyer Vorort Rookwood beigesetzt. Zwei Söhne und eine Tochter überlebten sie. Die Familienüberlieferung meint, Charles Tost wäre nach England zurückgekehrt.[2]

- Jane Catherine Tost II, bekannt als Ada Jane Tost und ihre Brüder waren von ihren Eltern Herbert und Catherine Ward als Tierpräparatoren ausgebildet worden. Ada Jane war anfangs als Schauspielerin am Queen Victoria Theatre in Sydney tätig. Sie heiratete in erster Ehe im Oktober 1868 den Wesleyaner James Richardson Coates, einen Händler für Steingut, Glas und Porzellan. Sie hatten drei Kinder. Die Tierpräparatorin war die erste Frau, die eine Anstellung im Australian Museum bekam, wo sie für die Royal Society of Tasmania Tierpräparate herstellte. Ab 1860 nahmen Mutter und Tochter an internationalen Ausstellungen teil und gewannen zahlreiche Preise. Im Jahr 1891 half Ada die australische Ausstellung auf der Chicago World’s Fair vorzubereiten. Das Weltausstellungskomitee von Chicago berichtete, dass „ein großer Teil der in Sydney hergestellten Vogel- und Tierstopfarbeiten von Frauen durchgeführt wird“, also Arbeiten von Jane Catharine Tost und ihrer Tochter Ada Jane Tost.[2]  Im Jahr 1872 kamen Adas Ehemann und ihr Bruder bei der Brandbekämpfung im Prince of Wales Theatre ums Leben.

Im September 1878 heiratete Ada erneut, Henry Stewart Boventure Rohu. Mit Henry hatte Ada sechs Kinder. Eine Zeit lang arbeiteten die beiden Frauen im tasmanischen Hobart Town Museum, bevor sie 1860 nach Sydney zogen. In den 1860er Jahren wurde das Australian Museum von einem neuen Kurator, Gerard Krefft, geleitet, in einer Zeit allgemeinen intensiven Sammelns von Präparaten, die den Bedarf an qualifizierter Tierpräparation steigerte. Krefft stellte Tost 1863 und 1884 Charles ein. Ihre Anstellung endete 1869, als ihr Mann, der ebenfalls als Präparator und Zimmermann im Museum arbeitete, mit dem Kurator Krefft aneinandergeriet. Eine Untersuchung ergab, dass Krefft, der später entlassen wurde, versucht hatte, Charles des Diebstahls zu verdächtigen, indem er Museumseigentum im Haus der Tosts deponierte.  Ada Tost starb am 28. Juli 1928, ihr Grab befindet sich in Sydney auf dem Rookwood Cemetery.
- John Vincent Rohu (geb. 1813  in Devon; gest.1893)  England, war einer der fünf Söhne von Bonaventure Rohu und Susan Serle. Nach dem Tod seines Vaters im Jahr 1822 kamen John Vincent,  Julius und die beiden Schwestern Jane und Louisa in das Greenwich Asylum, eine Einrichtung für Kinder von Marineangehörigen in benachteiligten Verhältnissen. John wurde Warrant Officer der Royal Navy, Julius ging als Rigger in den Schiffsbau, er ließ sich in Woolwich nieder. John Vincent heiratete 1838 Mary Ann Callacott († 1913) aus Kilkhampton, Devonport, Plymouth. Sie hatten 13 Kinder, von denen vier das Erwachsenenalter nicht erreichten.[3]

Sechs Söhne von John Vincent Rohu (1813–1893) wurden Geschäftsleute und betätigten sich als Präparatoren, Kürschner, Juweliere und Chemiker. John (Jack) Rohu, der Älteste, gründete als Uhrmacher und Juwelier ein von 1907 bis 1926 bestandenes Unternehmen am 5 Castle Market in Dublin. Anschließend wanderte er nach England aus. Henry Stewart Rohu und seine Frau Ada (geb. Tost) leiteten zwischen 1868 und 1890 das Tost and Rohu Museum in Sydney. Die Brüder Edwin und Frederick Tost arbeiteten für Gould und Audubon, Ornithologen und Publizisten der Vogelkunde. Tosts Neffe Rowland Ward wurde später international bekannt für seine Großwildpräparationsdioramen und „Wardian“-Tiermöbel.
- Henry Stewart Bonaventure Rohu (geb. 1844, wahrscheinlich in Devon (England)), ein Tierpräparator und Naturforscher, hatte ein ereignisreiches Leben. Er war 1861 in die britische Marine eingetreten und diente dort längere Zeit in der südlichen Hemisphäre. Er zog nach Australien und heiratete 1868 Ada Jane Coates im Sydneyer Vorort Woolloomooloo. Henry und Ada hatten sieben Kinder, Alver, Sylvester, Elsie May, Ada, Ruby, Millicent und Jane. Henry verließ Ada im April 1890 und Ada reichte im November desselben Jahres die Scheidung ein. Henry zog nach Neuguinea und verbrachte einige Jahre damit, Perlen zu fischen, zu erkunden und Exemplare für das British Museum zu jagen. Er wurde in den Stab des an der Nordostküste Neuguineas ansässigen Magistrats berufen und ihm wird die Entdeckung einer bis dahin unbekannten Fledermaus zugeschrieben, die er dem British Museum schenkte und die nach ihm benannt wurde. Laut einem Bericht von 1909 in The World Wide Magazine überlebte er während seiner Zeit in Neuguinea (1895) über ein Jahr lang auf einer Sandbank. Henry heiratete Charity Pitman am 14. Februar 1901 und zog dann nach England, wo er sich zwischen 1901 und 1905 als Naturforscher und Kürschner in Bournemouth niederließ. In den Jahren 1903 und 1904 verkaufte Henry Stewart fast 500 ethnografische Gegenstände an das Pitt Rivers Museum in Oxford.[3]

- Fredrick Raynor Rohu (1846–1930) ließ sich 1896 als Tierpräparator und Kürschner in Cork nieder. Im Jahr 1905 war er kurzzeitig in der Anne Street 28 in Dublin tätig, die offenbar eine Filiale des Unternehmens in Cork war. William Charles Rohu war seit 1887 als Apotheker und Drogist in der Amiens Street 53 in Dublin tätig und wurde zuletzt 1890 an dieser Adresse aufgeführt. William (Dr. Bill) wanderte in die USA aus und praktizierte viele Jahre als Arzt in Chicago.[3]

- Wellington (Stanley) Rohu (geb. 13. Januar 1865 in der Küstenwache in Malahide, Grafschaft Dublin; gest. 1898) soll, bis spätestens 1894, als Kürschner in der Grafton Street 6 in Dublin gehandelt haben. Im jungen Alter von 16 Jahren hatte er in der St. Thomas’ Church of Ireland, Cathal Brugha St. Dublin  die Witwe Winifred Fox geheiratet. Das Paar hatte einen Sohn, ebenfalls mit Vornamen Wellington, der sich aber später in Ernest umbenannte. Die Tochter Maude starb wohl kurz nach der Geburt. Wellington Seniors Frau starb vor ihm, als Alkoholkranker wurde er in eine Anstalt eingeliefert, dort beendete er nach zwei Jahren sein Leben, im Dezember 1898.[3]